# 民族和解協力汎国民協議会
民族和解協力汎国民協議会（民和協、朝鮮語: 민족화해협력범국민협의회、ミンジョク ファヘ ヒョムニョク ボム クンミン ヒョベフェ、英語: Korean Council for Reconciliation and Cooperation）は、朝鮮民族の和解と南北統一準備のために、保守・進歩・中道を網羅して1998年に発足した、大韓民国（韓国）の200以上の政党・宗教団体・市民団体の連絡組織である。
「韓国最大の対北朝鮮支援団体」と規定されることがある。
2015年3月5日、世宗文化会館で朝食会を主催、リッパート駐韓大使襲撃事件が発生した。
2019年、北朝鮮への食糧支援を行う名目で、社会福祉共同募金会から対北朝鮮支援のため10億ウォンを受領。2020年に中国経由でコメの輸送が行われる予定となっていたが、北朝鮮側が2019新型コロナウイルスの
流入防止のため国境を封鎖。食料支援は2020年10月現在も宙ぶらりんとなっている。

## 歴代議長
- 韓光玉 ko:한광옥  (1998.9.3-1999.11)[4]
- 姜萬吉  (1999.11-2000.10.24)[4]
- 韓完相  (2000.10.24-2001.3)[4]
- 李敦明 ko:이돈명 ( 2001.4.13-2003.3.26)[4]
- 李壽成 ko:이수성 (1939년)  (2003.3.26-2005.2.22)[4]
- 丁世鉉 ko:정세현 (1945년) (2005.2.22-2009.3.19)[4]
- 金德龍 ko:김덕룡 ( 2009.3.19-2013.10.2)[4]
- 洪思德 ko:홍사덕 ( 2013.10.2-2017.6.30)[4]
- 金弘傑 ko:김홍걸 (정치인) 金大中の三男 (2017.11.28-)